# Reforestación urbana

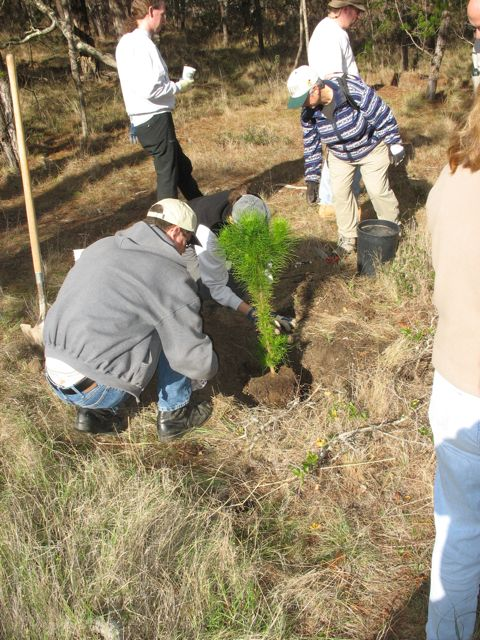
Imagen de los miembros de la curso Leadership Monterey en un proyecto de reforestación en 2008.

La reforestación urbana es la práctica de plantar árboles, típicamente a gran escala, en entornos urbanos. A veces incluye también horticultura urbana y agricultura urbana.
Las razones para practicar la reforestación urbana pueden ser: embellecer el entorno, aumentar la sombra, modificar el clima urbano, mejorar la calidad de aire y restaurar los bosques urbanos después de un desastre natural.

## Beneficios
Un estudio realizado en 2021 por Teo et al. encontró que la reforestación urbana en áreas adecuadas en las ciudades analizadas a nivel global podría ayudar a mitigar 82.4 ± 25.7 Mt de CO2e por año.

## Programas
Programas de reforestación urbana a gran escala han sido, por ejemplo, la iniciativa del Millón de Árboles en Nueva York, y Gente de los Árboles en Los Ángeles, que plantó 1 millón de árboles en preparación para la Olimpiada de Verano de 1984 y continuó plantando después.
Los esfuerzos de organizaciones apegadas al terreno incluyen Amigos del Bosque Urbano en San Francisco, que defiende el plantado de árboles en las calles y la organización Reforestación Urbana de Australia, que se centra en vivienda sostenible en entornos urbanos.

## Educación ambiental y reforestación
Los árboles son esenciales para la vida y para nuestra supervivencia, ya que al ser los principales productores de oxígeno en el mundo, representan la vida y fertilidad de nuestra tierra.  Además, dentro de los muchos beneficios que nos aportan, nos ayudan a regular la temperatura de un ecosistema, a evitar los escurrimientos excesivos a la tierra fértil, a inhalar el dióxido de carbono (CO2), a mantener los ríos limpios, propician el establecimiento de otras especies, y regeneran los nutrientes del suelo, entre otras cosas.
La educación ambiental transmite valores esenciales como la empatía, el respeto y el sentido de comunidad o unión hacia uno mismo y hacia el entorno. Enseñar a las niñas y  niños la importancia de la reforestación es una forma de ejemplificar que, al unirse en un proyecto o causa común, se pueden reforzar los vínculos que se tiene entre la comunidad, así como el valor del trabajo en equipo para cumplir un mismo objetivo: mejorar nuestro mundo. 
El cuidado al medio ambiente también ayuda  a transmitir el respeto y la bondad hacia todos los seres vivos, a ser más conscientes sobre el impacto que el ser humano ha tenido sobre él, a identificar y mejorar en nuestras áreas de oportunidad, y a asumir retos relacionados con el cuidado de nuestro entorno.

## México
México cuenta 138.7 millones de hectáreas con cobertura de vegetación forestal, es decir, alrededor del 70.6% del territorio nacional está cubierto por bosques templados, selvas, manglares y ecosistemas áridos y semiáridos, 11.87 millones de personas habitan en áreas forestales, de las cuales 3.6 millones pertenecen a Pueblos Originarios.
Actualmente hay 16,953 ejidos y comunidades (52% del total de 32,210) que tienen al menos 200ha de bosque, selva o matorrales y que equivalen a 70.7 millones de hectáreas de superficie forestal que son de propiedad social.Sin embargo, México ocupa uno de los primeros lugares en tasas de deforestación en el mundo. Para 2018 se estimaba una tasa anual de deforestación de 166 mil 337 hectáreas, equivalente a la expansión territorial de la CDMX.

### Programa “Regresa a clases con un árbol”
Las Secretarías de Medio Ambiente y Recursos Naturales (SEMARNAT) y de Educación Pública (SEP) firmaron el 26 de abril de 2021 un convenio de colaboración para impulsar acciones de educación ambiental en los niveles de educación básica, media superior y superior, a fin de fomentar una cultura de la sostenibilidad.
Ante la problemática socioambiental generada por la pandemia por Covid-19 en el mundo, es urgente generar valores, actitudes y conocimientos en las niñas, los niños y los jóvenes para lograr una relación armónica con la naturaleza y una sociedad sostenible. La sobreexplotación de los bienes naturales ha sido un factor determinante para esta situación de crisis sanitaria, pues el modelo económico imperante al depredar la naturaleza ha alterado y degradado los ecosistemas, impactando en la diversidad biológica y la salud humana.
En ese marco, resulta indispensable impulsar y fortalecer la educación ambiental, sensibilizar y hacer consciencia sobre lo importante que es cuidar la Madre Tierra, valorar y proteger nuestro patrimonio biocultural y, en consecuencia, establecer nuevas formas de vida y convivencia entre las personas y con el ambiente.
Para el desarrollo del programa, en todo momento se considerarán las particularidades de los territorios en donde se ubican las escuelas: zonas urbanas, periurbanas y rurales; nivel de rezago y marginación social; grado de vulnerabilidad ambiental y climática, etcétera.
Es importante destacar que el programa no solo pretende plantar árboles, tarea en sí misma importante, sino también:
- Promover una cultura ambiental basada en el respeto a la naturaleza y el cuidado del medio ambiente.
- Contribuir al fomento de la responsabilidad social, la solidaridad y la empatía intergeneracional.
- Impulsar nexos de cooperación entre docentes y alumnas y alumnos, y a través de la escuela con la comunidad a la que pertenecen.
- Fomentar la participación comunitaria escolar y la toma de decisiones colectivas en la atención de situaciones y problemas socio-ambientales locales.
- Aportar a la adaptación y mitigación del cambio climático.
- Mejorar los niveles de bienestar.

Así, con el programa Regreso a clases con árbol se busca contribuir a la formación de ciudadanas y ciudadanos responsables y comprometidos con el cuidado de la Madre Tierra, con la defensa de los territorios y con el tránsito a estilos de vida sustentables.

### Campaña “Súmate a la ERA de la reforestación”
Con la finalidad de contrarrestar la destrucción forestal de miles de hectáreas que sirven de hábitat de innumerables especies de flora y fauna y mitigar los efectos del calentamiento global, intensifican la campaña “Súmate a la ERA de la reforestación”, en escuelas del Soconusco, Chiapas. 
La Preparatoria Alberto C. Culebro y CETIS 85 del Ejido Aquiles Serdán del municipio de Huixtla, fueron los lugares en donde, se llevó a cabo la siembra de árboles, acciones fueron presididas por el huixtleco, Mario Antonio Gonzales Puón quien estuvo acompañado del diputado local Fredy Escobar Díaz.
La especialista en la materia, Jessica Rodríguez enfatizó ante los alumnos del nivel medio superior la importante necesidad de reforestación del territorio tanto en áreas rurales como urbanas para frenar la pérdida de ecosistemas y detener el gran deterioro que está teniendo no solo nuestro estado y país, sino todo el mundo.
Por su parte, Mario González Puón agradeció en cada uno de los eventos a los directivos, administrativos y docentes, así como al alumnado de la Prepa Alberto C. Culebro y del CETIS 85 la participación en este gran proyecto de beneficio para Chiapas y en la que hay un interés y compromiso con el proyecto de reforestación del gobernador electo el doctor Eduardo Ramírez Aguilar.
"Súmate a la reforestación es un amplio plan agresivo para sembrar árboles en Chiapas, que en una primera etapa se trabaja en 30 municipios del estado con la meta de reforestar 150 mil hectáreas para mitigar el daño que se tiene y que según datos se hizo critica a partir de 1990 en este estado de Chiapas que se ha caracterizado a nivel nacional por ser el gran pulmón de México" abundó, de igual manera mencionó que es tiempo de que jóvenes retomen la capacidad de revertir el daño, se den cuenta que los tiempos han cambiado, las lluvias no son como antes y esto repercute en la producción de los campos, la falta de agua, y esto se revierte con la reforestación como plan de vida para Chiapas.

## Críticas
Los esfuerzos de reforestación urbana compiten por dinero y tierra que podrían ser utilizados para otros propósitos. Por ejemplo, el esfuerzo empleado en plantar los árboles nuevos puede impedir el mantenimiento de los ya establecidos.